# Захаровка (Казахстан)
Заха́ровка (каз. Захаровка) — село у складі Железинського району Павлодарської області Казахстану. Входить до складу Железинського сільського округу.
Населення — 232 особи (2021; 278 у 2009, 414 у 1999, 614 у 1989).
Національний склад станом на 1989 рік:
- казахи — 28 %;
- росіяни — 25 %;
- німці — 21 %.